# Krzywe hydrostatyczne

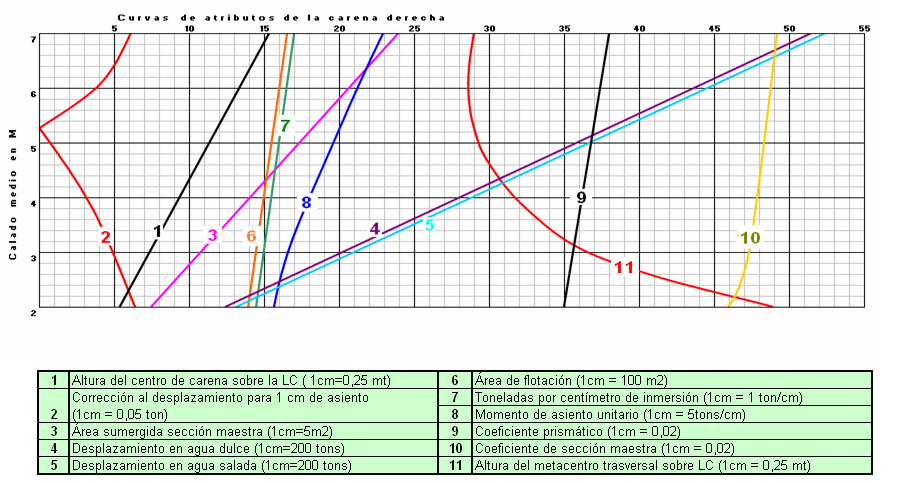
Krzywe hydrostatyczne

Krzywe hydrostatyczne – zestaw krzywych (wykresów) pokazujących dane hydrostatyczne i geometryczne kadłuba statku w zależności od zanurzenia.
Do najczęściej spotykanych wykresów należą: Objętość zanurzonej części kadłuba lub wyporność w wodzie morskiej, powierzchnię przekroju wodnicowego, położenie środka wyporu, promień metacentryczny, jednostkowy moment przegłębiający, zmianę wyporności przypadająca na jednostkę zanurzenia, a także współczynniki pełnotliwości kadłuba.
Z wykresów użytkownik jednostki może odczytać dane pozwalające ocenić zachowanie jednostki przy załadunku/wyładunku/przemieszczaniu ciężarów oraz część danych potrzebnych do wyznaczenia stateczności statku.
Oprócz formy graficznej, dane mogą być podawane w formie tabel hydrostatycznych.